# David D. Lauer

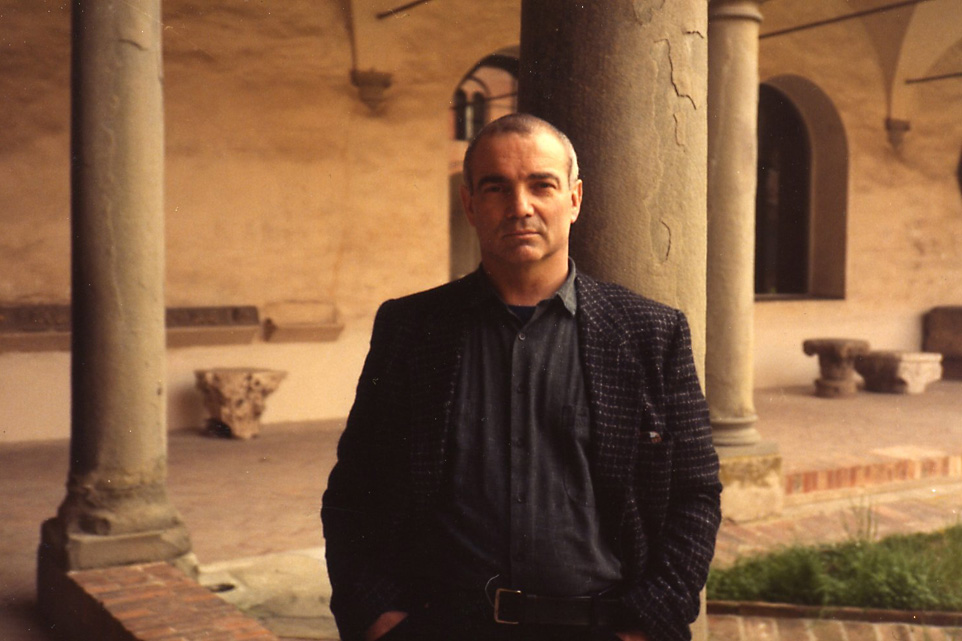
David D. Lauer (1983)

 David D. Lauer (* 9. Mai 1939 in Trier; † 7. Januar 2014 in Gleisweiler) war ein vielseitig arbeitender deutscher Bildhauer, der sowohl mit den klassischen Mitteln der Bildhauerei (Ton, Marmor, Bronze etc.) als auch modernen Materialien (V2A-Stahl, Cortenstahl, Blei, Plexiglas u. v. m.) seine figurativen Plastiken und modular aufgebauten Skulpturen umsetzte. Er hat ferner einige große Kunstwerke im öffentlichen Raum realisiert. David D. Lauer war von 1974 bis 2004 Professor an der Staatlichen Akademie der Bildenden Künste in Karlsruhe, Baden-Württemberg.

## Kurzbiografie

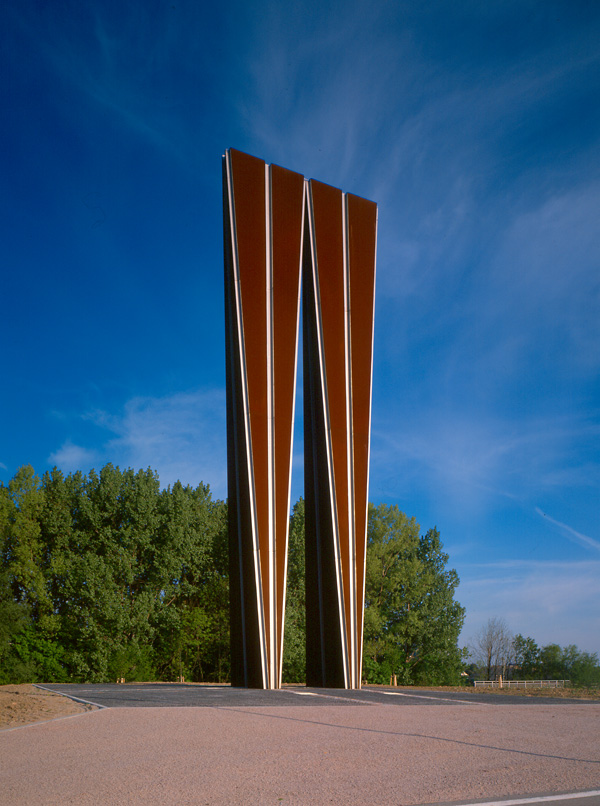
Lauer: Denkmalskulptur für Rangierbahnhof, 1988, Cortenstahl und V2A-Stahl, 12 × 4 × 2 m

David D. Lauer wurde 1939 in Trier geboren. Er absolvierte dort 1953–1957 eine Zimmermannslehre. 1961–1967 studierte er Bildhauerei an der Akademie der Bildenden Künste Karlsruhe bei Prof. Hans Kindermann (Abschluss 1967 als Meisterschüler). Von 1965 bis zu seinem Tod war er Mitglied im Künstlerbund Baden-Württemberg. 1973/1974 erhielt er eine Gastprofessur an der Staatlichen Akademie der Bildenden Künste Karlsruhe, im Anschluss war er dort 1975–2004 als ordentlicher Professor für Werken tätig. 1982 wurde Mitglied im Deutschen Werkbund. Lauer absolvierte 1983 ein Forschungssemester in Florenz. 1994 gründete er mit Ingrid Dahn und Max Schmitz die Künstlergruppe Ataraxia. Lauer nahm an zahlreichen Ausstellungen, Wettbewerben und Symposien – u. a. in Deutschland, Italien, Japan und der Schweiz – teil. Er lebte und arbeitete 30 Jahre in Karlsruhe und ab 1990 in Gleisweiler (Pfalz), wo er 2014 auch bestattet wurde.

## Wichtige Einzelausstellungen
- 1984: Galerie der Stadt Kornwestheim
- 1990: Kunstverein Ludwigshafen
- 2000: Städtische Galerie Villa Streccius, Landau/Pfalz
- 2002: Ausstellungshalle der Europäischen Kunstakademie, Trier
- 2003: Skulptur in Bronze, Zehnthof Gleisweiler
- 2005: Akademie der Bildenden Künste, Karlsruhe (Abschiedsausstellung nach der Professur)
- 2006: Paarweise – Zweigeteilt, Raumfabrik, Karlsruhe-Durlach · Katalog
- 2009: Skulptur ist Körper – Figuration in Bronze, Retrospektive, Landesvertretung Rheinland-Pfalz in Berlin
- 2009: Figuration Kopf, Stiftung Simonshof, Gleisweiler · Katalog
- 2017: Retrospektive, Städtische Galerie Villa Streccius, Landau/Pfalz

## Kunst im öffentlichen Raum (Auswahl)
- 1986 Großes Tor, Metallsymposium Gaggenau, Ankauf für die Fußgängerzone Gaggenau. Cortenstahl, 680 × 440 × 160 cm (HBT).
- 1988 Denkmalskulptur für den Rangierbahnhof Karlsruhe (Wettbewerb). Die Skulptur aus V2A- und Corten-Stahl zeigt sich nach unten verkürzende Gleise. Sie hat die Maße 12 × 4 × 2 m.
- 1989 wird seine Skulptur Figur (Bronzekörper auf einem Basaltlava-Sockel) in der Skulpturensammlung Viersen aufgestellt.
- 1990 Säulenwand, Carl-Benz-Schule für Metallbau- und Maschinentechnik Gaggenau (Wettbewerb). 6 Säulen – je 6 Module à 60 cm × 60 cm × 60 cm – Je 5 × Basaltlava und 1 × Blei/Eisen/Kupfer/Messing/V4A/Aluminium – angeordnet von ›geschlossen‹ zu ›offen‹ und von ›schwer‹ zu ›leicht‹ – Gesamthöhe 360 cm.
- Am 7. Mai 2025 wurde in der Karlsruher Nottingham-Anlage seine Skulptur Paar verbunden eingeweiht.